# Chiesa dell'Incoronazione di Maria
La chiesa dell'Incoronazione di Maria, anche nota semplicemente come chiesa parrocchiale di Traunkirchen (in tedesco Pfarrkirche Traunkirchen) è la parrocchiale del comune austriaco di Traunkirchen nel distretto di Gmunden del Land della Alta Austria. Appartiene al decanato di Gmunden nella diocesi di Linz e la sua storia inizia nell'XI secolo.

## Storia

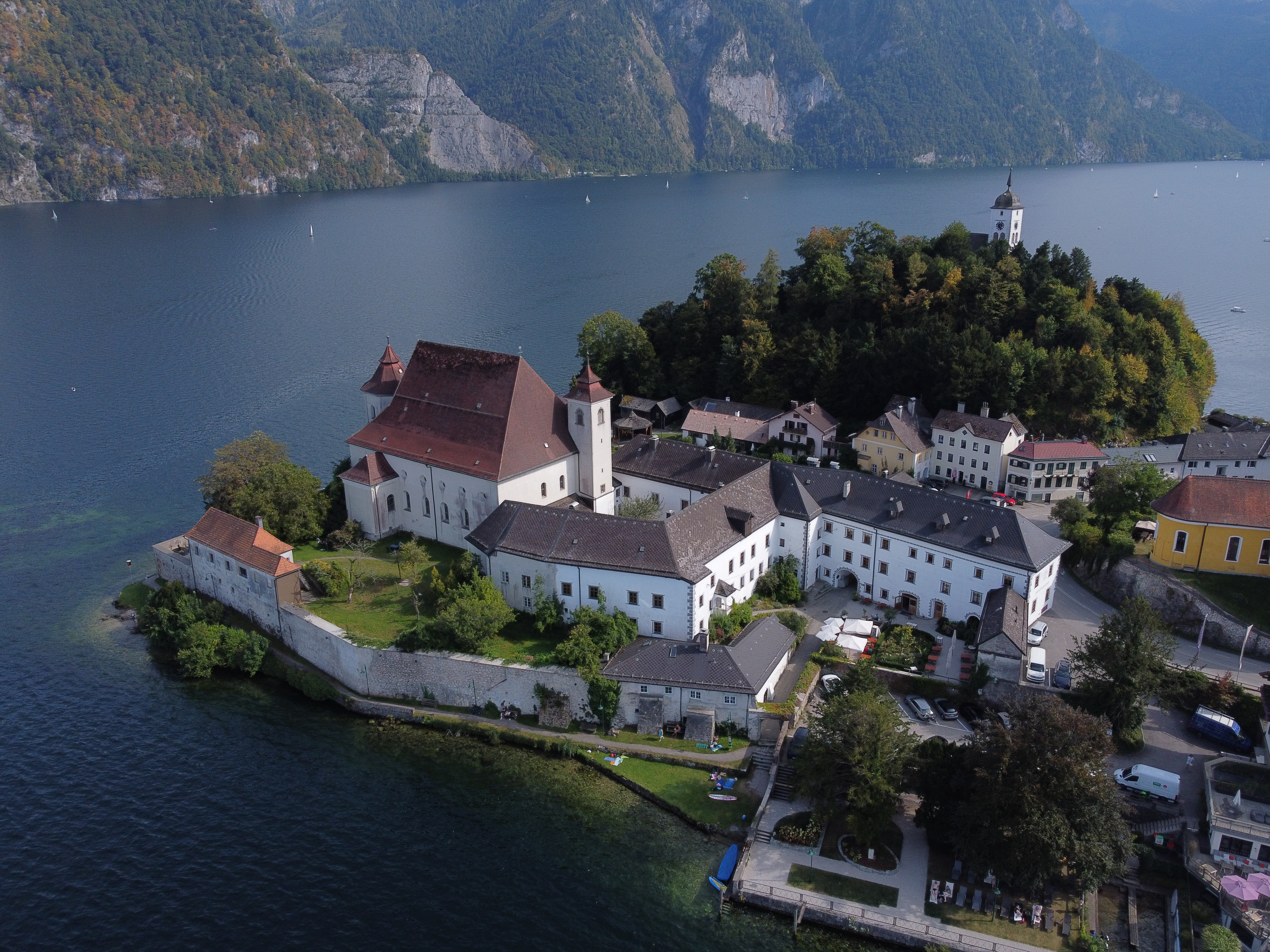
Chiesa in posizione panoramica sulla penisola che sporge sul Traunsee

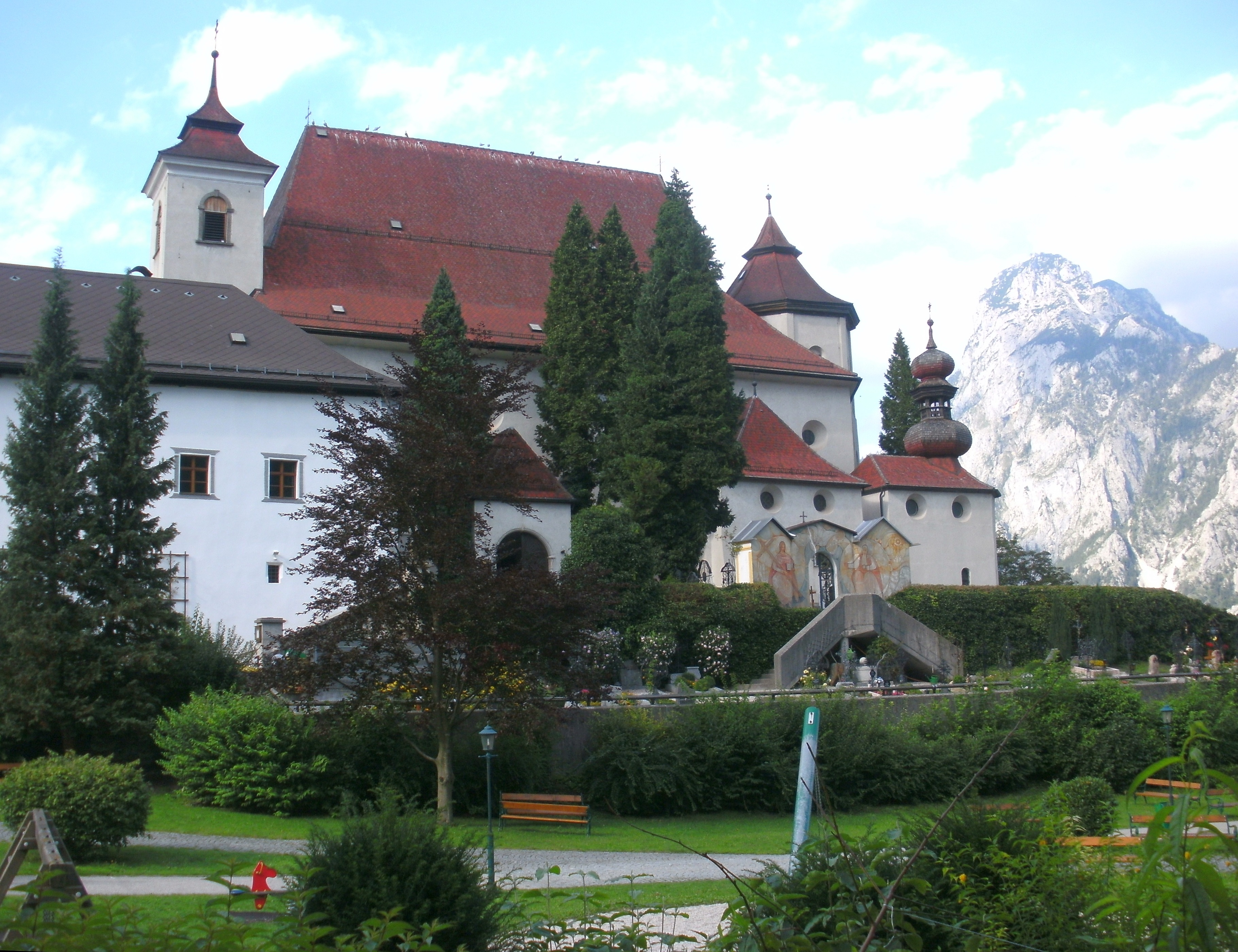
Chiesa col camposanto posto di fianco

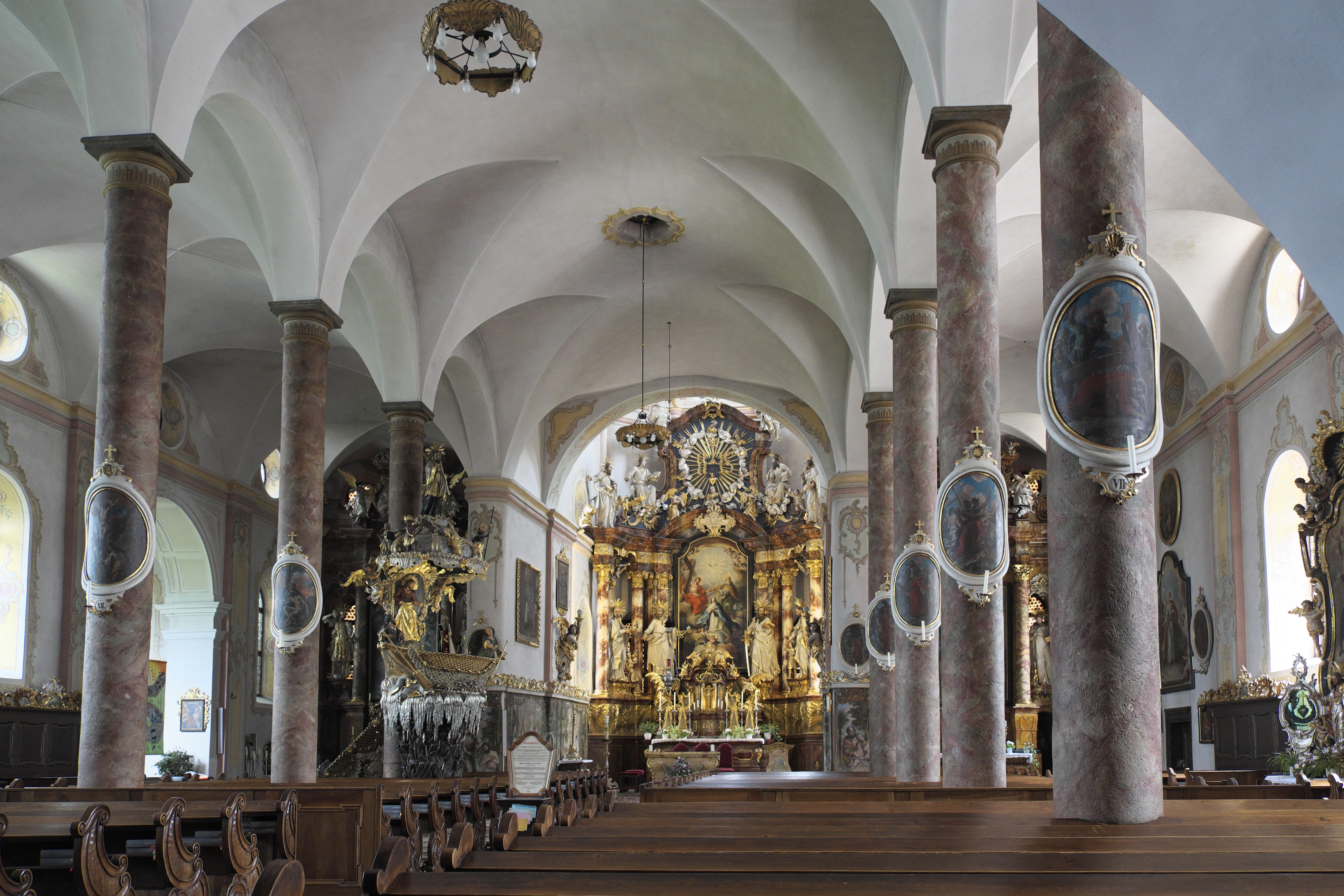
Interno della sala con l'altare maggiore e i due altari laterali

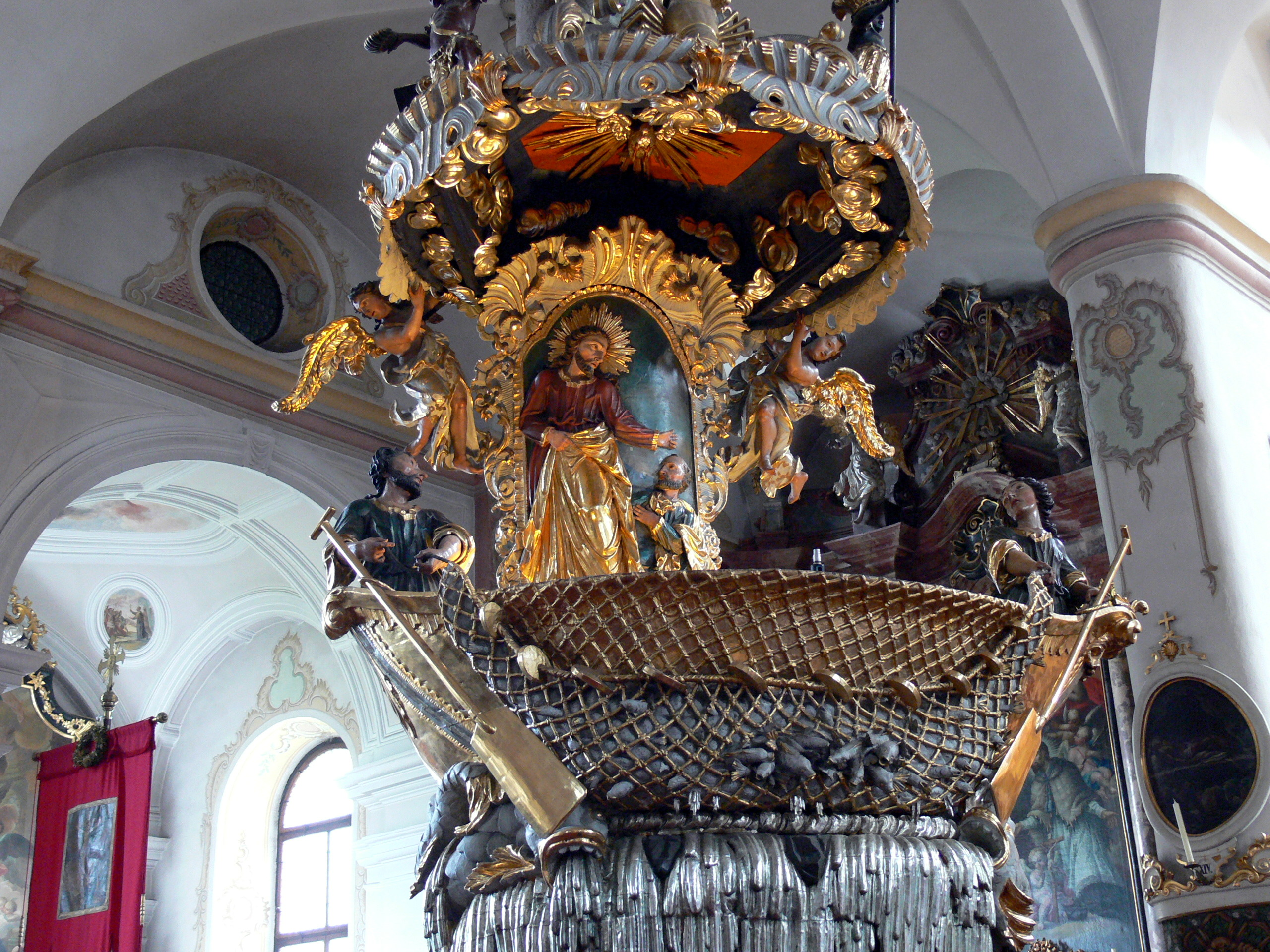
Pulpito dei pescatori

Una prima abbazia sul sito venne probabilmente edificata nel 632 d.C. e il monastero di Traunkirchen con le prime monache benedettine fu fondato intorno al 1020. Queste provenivano dall'abbazia di Nonnberg a Salisburgo e per molti secoli Traunkirchen fu il centro pastorale del Salzkammergut e la chiesa del monasteto fu la parrocchia madre di diverse altre fino a Bad Aussee e Hallstatt. Un primo incendio nel 1327 distrusse completamente il monastero che fu ricostruito dalle monache benedettine. Dopo di loro e con la Controriforma fu a lungo affidata ai gesuiti. Attorno al 1632 la chiesa originale venne distrutta da un incendio e fu necessaria la sua ricostruzione che fu realizzata secondo lo stile barocco del tempo. La chiesa fu consacrata nel 1652 con dedicazione all'Incoronazione di Maria. La Via Crucis con cinque stazioni, la prima nell'area del Salzkammergut, fu costruita nel 1696 mentre il notevole pulpito dei pescatori venne costruito nel 1753. Nel 1778 divenne la chiesa parrocchiale vescovile prima di Passavia e poi di Linz.

## Descrizione

### Esterni
La chiesa parrocchiale di Traunkirchen si trova sulla piccola penisola che si affaccia sul lago Traun nel comune austriaco di Traunkirchen nel distretto di Gmunden, Land della Alta Austria. Attorno alla chiesa si trova il cimitero della comunità e il complesso comprende anche l'ex edificio del monastero, direttamente adiacente alla chiesa.

### Interni
La sala è a tre navate con sei colonne a separarle. La parte di maggior interesse è il cosiddetto Pulpito dei pescatori risalente al 1753. Il motivo dominante nelle decorazioni del pulpito è il miracolo della Pesca miracolosa. La raffigurazione vede gli apostoli Giacomo e Giovanni nella barca che tirano la rete piena di pesci mentre sullo sfondo si trova il Cristo in piedi e, davanti a lui, l'apostolo Pietro inginocchiato. Quest'opera è stata realizzata da un maestro sconosciuto nel 1753. La cappella dedicata a San Michele è in stile romanico e si ritiene che sia la parte più antica del complesso monastico.
L'altare maggiore è dedicato all'incoronazione di Maria, risale al 1754 ed è attribuito a Franz Preisl. L'altare laterale destro è dedicato a Sant'Ignazio mentre l'altare laterale a sinistra a San Giovanni Nepomuceno.

### Bene architettonico tutelato
La chiesa parrocchiale dell'Incoronazione di Maria a Traunkirchen è stata posta sotto tutela dei monumenti da parte della Repubblica austriaca col numero 38349.